# Leonhard Sandrock

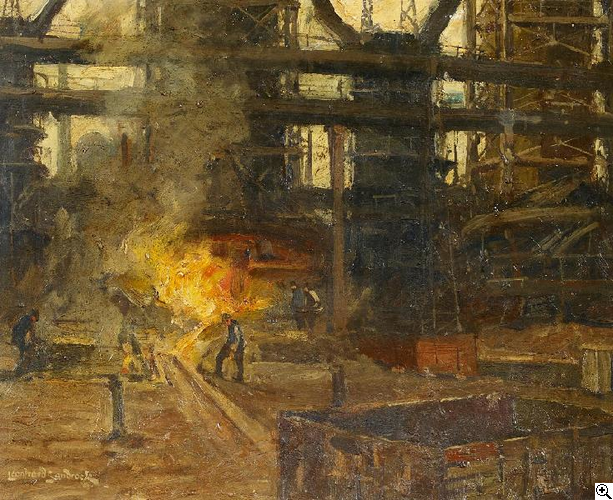
Gießereiabstich Georgsmarienhütte

Leonhard Sandrock  (* 5. März 1867 in Neumarkt in Schlesien; † 30. Oktober 1945 in Berlin) war ein deutscher Maler und Radierer.

## Leben
Leonhard Sandrock war der Sohn eines gleichnamigen Pastors. Sein erstes Aquarell war eine Lokomotive, welche er im Alter von 5 Jahren malte. Nach dem Abitur am Schweidnitzer Gymnasium 1887 schlug er zuerst die Offizierslaufbahn in der preußischen Armee ein, musste diese jedoch 1894 wegen eines Reitunfalls aufgeben und studierte daraufhin in Berlin im Atelier des Landschafts- und Marinemalers Hermann Eschke. Später malte er in deutschen, niederländischen und italienischen Hafenstädten sowie in belgischen, westfälischen und oberschlesischen Industriebezirken. 1898 wurde er Mitglied des Vereins Berliner Künstler. In der Zeit des Nationalsozialismus war er Mitglied der Reichskammer der bildenden Künste. Er war mit seinen Werken regelmäßig auf der alljährlich stattfindenden Großen Berliner Kunstausstellung und von 1938 bis 1944 auf allen Großen Deutschen Kunstausstellungen in München vertreten.

## Werke
Das vorläufige Werkverzeichnis führt 35 Stahlwerk-Darstellungen in Öl auf, die zumeist kleineren Formates sind.
- Hochofen (1920)
- Abend im Stahlwerk
- Einkommender Dampfer (Hamburg), Öl/Lwd. 71,5 × 90 cm

## Ausstellungen
- 1992: Hamburg, Hamburgische Landesbank in Zusammenarbeit mit dem Altonaer Museum: „Leonhard Sandrock : 1867–1945; Gemälde aus Privatbesitz“[3]
- 1997: Berlin, Museum Zitadelle Spandau: „Maschinen – Dampfdome – Arbeit“[4]
- 1997/98: Bremerhaven, Deutsches Schifffahrtsmuseum
- 1998: Wilhelmshaven, Kunsthalle
- 1998: Delmenhorst, Fabrikmuseum Nordwolle
- 1999: Dortmund, Museum DASA, Deutsche-Arbeits-Schutz-Ausstellung
- 2017: Bremen-Vegesack, Overbeck-Museum: „Leonhard Sandrock – Deutscher Impressionist und Industriemaler“
- 2017: Bremen-Vegesack: Schloss Schönebeck[5]
- 2024: Cottbus, Dieselkraftwerk: „Leonhard Sandrock. Von der Flüchtigkeit des Lichts.“[6]